# Японська футбольна ліга (1999)
Японська футбольна ліга (яп. 日本フットボールリーグ, Nihon futtobōru Līgu, англ. Japan Football League, JFL) — напівпрофесіональна футбольна ліга, що складається як з аматорських, так і професіональних клубів з усієї Японії. JFL є четвертим рівнем у системі футбольних ліг Японії, перебуваючи нижче трьох дивізіонів Джей-ліги — J1, J2 і J3.

## Історія
Сучасна JFL існує з сезону 1999 року. Тоді ж з'явився і другий дивізіон професійної ліги — J2. До цього моменту професійна ліга мала лише один дивізіон, а тогочасна Японська футбольна ліга вважалася другим вищим дивізіоном.
Нові склади JFL і J2 були сформовані з 16 команд, які входили до цього до складу JFL: 9 з них були зараховані в J2, а решта 7 команд і переможець плей-оф регіональної ліги «Йокогава Електрік» сформували нову лігу JFL. Як виняток до складу нової ліги взяли клуб «Йокогама». Повний склад клубів, які виступали в першому сезоні JFL, виглядав так: «Денсо», «Хонда Моторс», «Ятко», «Університет Кокусікан», «Міто Холліхок», «Otsuka Pharmaceutical», «Соні Сендай», «Йокогама» і «Йокогава Електрик».
Спочатку в лізі брало участь 9 команд. До наступного сезону їх кількість збільшилася до 12, а до сезону 2001 року — до 16. У 2002 році кількість учасників збільшилася до 18, але до наступного розіграшу скоротилася до 16.
З 2006 року кількість учасників закріпилася на 18 командах. У сезоні 2012 року в JFL було 17 клубів через те, що клуб Арте Такасакі був змушений достроково залишити лігу через фінансові проблеми.
У 2013 році JFL знову чекало скорочення: 10 з 18 команд приєдналися до створеного третього дивізіону Джей-ліги — J3. Що знизило рівень JFL в системі футбольних ліг Японії, зробивши її четвертою лігою з 2014 року.
Чотири клуби, що вийшли з ліги JFL, в різні роки виступали у вищому дивізіоні країни: «Йокогама» (2007), «Otsuka Pharmaceutical» (під назвою «Токусіма Вортіс» — 2014), «Мацумото Ямага» (2015), «В-Варен Нагасакі» (2018).

## Огляд
Клуби JFL можуть бути пов'язані з компаніями, бути повністю автономними командами або резервними командами клубів вищих дивізіонів.
До 2010 року університетські клуби (які здебільшого не грають у системі японських футбольних ліг) за рекомендацією японської університетської футбольної асоціації виступали в JFL. Але, як і резервні склади клубів дивізіонів Джей-ліги, не можуть стати членами Джей-ліги, і відповідно, пробитися в її дивізіони.

## Чемпіони

### Ліга третього рівня: 1999–2013
| Сезон | Чемпіон             | Вице-чемпіон        | Вийшли у лігу J2 по закінченні сезону |
| ----- | ------------------- | ------------------- | --- |
| 1999  | Йокогама            | Хонда               | Міто Холліхок |
| 2000  | Йокогама            | Хонда               | Йокогама |
| 2001  | Хонда               | Оцука Фармас'ютікал | — |
| 2002  | Хонда               | Сагава Експрес      | — |
| 2003  | Оцука Фармас'ютікал | Хонда               | — |
| 2004  | Оцука Фармас'ютікал | Хонда               | Оцука Фармас'ютікал Зеспакусацу Гумма |
| 2005  | Ехіме               | YKK AP F.C.         | Ехіме |
| 2006  | Хонда               | Сагава Експрес      | — |
| 2007  | Сагава СІга         | Роассо Кумамото     | Роассо Кумамото Гіфу |
| 2008  | Хонда               | Тотігі              | Тотігі Фадгіано Окаяма Каталлер Тояма |
| 2009  | Сагава СІга         | Йокогава Мусасіно   | Нью Вейв Кітакюсю |
| 2010  | Гайнаре Тотторі     | Сагава Сіга         | Гайнаре Тотторі |
| 2011  | Сагава Сіга         | Нагано Парсейро     | Матіда Мацумото |
| 2012  | В-Варен Нагасакі    | Нагано Парсейро     | В-Варен Нагасакі |
| 2013  | Нагано Парсейро     | Каматамаре Санукі   | Каматамаре Санукі |
| 2013  | Нагано Парсейро     | Каматамаре Санукі   | У новостворену лігу J3 були допущені: Нагано Парсейро, Сагаміхара, Матіда Зельвія, Цвайген Канадзава, Блаубліц Акіта, Рюкю, ІСКК Йокогама, Фудзіеда МІФК і Фукусіма Юнайтед. |

### Ліга четвертого рівня: 2014—
З 2014 по 2018 рік в Японській футбольній лізі існував формат протистояння, що складається з двох кіл: Апертура і Клаусура для визначення чемпіонів кожного кола. У 2019 році повернулися до формату з одним етапом першості.
| Сезон | Чемпіон         | Віце-чемпіон            | Вийшли в лігу J3 по закінченні сезону |
| ----- | --------------- | ----------------------- | ------------------------------------- |
| 2014  | Хонда (A)       | Кіото (C)               | Ренофа Ямагуті                        |
| 2015  | Соні Сендай (C) | Ванрауре Хатінохе (A)   | Кагосіма Юнайтед                      |
| 2016  | Хонда (C)       | Рюцу Кейзай Дрегонз (A) | Azul Claro Numazu                     |
| 2017  | Хонда (1)       | ReinMeer Aomori (2)     | —                                     |
| 2018  | Хонда (1)       | Осака (2)               | Ванрауре Хатінохе                     |
| 2019  | Хонда (1)       | Соні Сендай             | Імабарі                               |

### За клубом
| Клуб                | Чемпіон | Віце-чемпіон | Чемпіонський сезон                                   | Віце-чемпіонський сезон |
| ------------------- | ------- | ------------ | ---------------------------------------------------- | ----------------------- |
| Хонда               | 9       | 4            | 2001, 2002, 2006, 2008, 2014, 2016, 2017, 2018, 2019 | 1999, 2000, 2003, 2004  |
| Сагава Сіга         | 3       | 1            | 2007, 2009, 2011                                     | 2010                    |
| Оцука Фармас'ютікал | 2       | 1            | 2003, 2004                                           | 2001                    |
| Йокогама            | 2       | 0            | 1999, 2000                                           |                         |
| Нагано Парсейро     | 1       | 2            | 2013                                                 | 2011, 2012              |
| Ехіме               | 1       | 0            | 2005                                                 |                         |
| Гайнаре Тотторі     | 1       | 0            | 2010                                                 |                         |
| В-Варен Нагасакі    | 1       | 0            | 2012                                                 |                         |
| Соні Сендай         | 1       | 1            | 2015                                                 | 2019                    |
| Сагава Експрес      | 0       | 2            |                                                      | 2002, 2006              |
| YKK AP              | 0       | 1            |                                                      | 2005                    |
| Роассо Кумамото     | 0       | 1            |                                                      | 2007                    |
| Тотігі              | 0       | 1            |                                                      | 2008                    |
| Токіо Мусасіно Сіті | 0       | 1            |                                                      | 2009                    |
| Каматамаре Санукі   | 0       | 1            |                                                      | 2013                    |
| Кіото               | 0       | 1            |                                                      | 2014                    |
| Ванрауре Хатінохе   | 0       | 1            |                                                      | 2015                    |
| Рюцу Кейзай Дрегонз | 0       | 1            |                                                      | 2016                    |
| ReinMeer Aomori     | 0       | 1            |                                                      | 2017                    |
| Осака               | 0       | 1            |                                                      | 2018                    |